# Kafr Mousa
Kafr Mousa (tiếng Ả Rập: كفر موسى, cũng đánh vần là Kafr Musa) là một ngôi làng ở miền trung Syria, một phần hành chính của Tỉnh Homs, nằm ở phía nam Homs. Các địa phương lân cận bao gồm Ghassaniya ở phía bắc, Damina al-Gharbiya về phía đông, al-Qusayr về phía đông nam, Arjoun ở phía nam và al-Houz về phía đông. Theo Cục Thống kê Trung ương (CBS), Kafr Mousa có dân số 1.610 người trong cuộc điều tra dân số năm 2004. Cư dân của nó chủ yếu là người Hồi giáo Sunni.